# 基爾恩 (密西西比州)
基爾恩（英語：Kiln）是位於美國密西西比州漢考克縣的普查規定居民點。

## 人口
根據2020年美國人口普查的數據，基爾恩的面積為34.75平方千米，當中陸地面積為34.10平方千米，而水域面積為0.65平方千米。當地共有人口2224人，而人口密度為每平方千米64人。